# Scarifications (album)
Pour les articles homonymes, voir Scarification.
Albums de Abd al Malik
Château Rouge
(2010)
Scarifications est le cinquième album d'Abd al Malik, produit par Laurent Garnier et sorti le 6 novembre 2015 sur le label Pias le label.

## Liste des titres
| No  | Titre                        | Durée |
| --- | ---------------------------- | ----- |
| 1.  | Allogène (J'suis Un Stremon) | 3:17  |
| 2.  | Daniel Darc                  | 4:11  |
| 3.  | Jamais je t'aime             | 3:08  |
| 4.  | C'est comme ça !             | 3:36  |
| 5.  | Stupéfiant                   | 3:19  |
| 6.  | Tout de noir vêtu            | 3:33  |
| 7.  | Initiales CC                 | 3:55  |
| 8.  | Redskin                      | 3:53  |
| 9.  | Rain Man                     | 4:19  |
| 10. | À Contretemps                | 2:44  |
| 11. | Love U                       | 3:22  |
| 12. | Roi De France                | 2:43  |
| 13. | Juliette Gréco               | 6:46  |